# Mariusz Muszyński
Mariusz Muszyński (ur. 6 lipca 1964 w Brześciu Kujawskim) – polski prawnik, doktor habilitowany nauk prawnych, nauczyciel akademicki, profesor nadzwyczajny Uniwersytetu Kardynała Stefana Wyszyńskiego w Warszawie, były przewodniczący zarządu Fundacji „Polsko-Niemieckie Pojednanie”. Wybrany w 2015 przez Sejm VIII kadencji na sędziego Trybunału Konstytucyjnego na miejsce obsadzone przez Sejm VII kadencji, zaprzysiężony przez prezydenta Andrzeja Dudę 3 grudnia 2015, dopuszczony do orzekania 20 grudnia 2016 przez Julię Przyłębską. 5 lipca 2017 zaprzysiężony przez Prezydenta RP na wiceprezesa TK. 5 lipca 2023 zakończył kadencję wiceprezesa TK.

## Życiorys
W 1991 r. ukończył studia prawnicze na Wydziale Prawa i Administracji Uniwersytetu Mikołaja Kopernika w Toruniu. Odbywał następnie aplikację prokuratorską. Był stypendystą na Uniwersytecie Wiedeńskim. Na UMK uzyskiwał kolejno stopnie naukowe doktora (w 1997) i doktora habilitowanego (w 2004) nauk prawnych. Specjalizuje się w prawie międzynarodowym publicznym, prawie europejskim, a także w stosunkach polsko-niemieckich.
W latach 1995–1998 był pracownikiem Ministerstwa Spraw Zagranicznych, później przez cztery lata (1998–2002) kierował działem prawnym w Ambasadzie RP w Berlinie, po czym powrócił do MSZ, skąd odszedł w 2005 r. Był także powoływany w skład Rady Legislacyjnej przy Prezesie Rady Ministrów RP. Od stycznia 2006 do grudnia 2007 pełnił funkcję przewodniczącego zarządu Fundacji „Polsko-Niemieckie Pojednanie” i przedstawiciela rządu RP w kuratorium niemieckiej Fundacji Pamięć, Odpowiedzialność i Przyszłość. Był też pełnomocnikiem minister spraw zagranicznych Anny Fotygi ds. stosunków polsko-niemieckich. Odwołany z obu funkcji w 2008 r.
W 2005 r. został profesorem i kierownikiem Katedry Prawa Dyplomatycznego i Dyplomacji na Wydziale Prawa i Administracji UKSW. W 2007 r. objął funkcję prodziekana Wydziału Prawa i Administracji UKSW ds. nauki, współpracy i promocji, którą pełnił do 2012 r. W 2010 r. został również wykładowcą Uczelni Łazarskiego.
Był członkiem komitetu naukowego II i III Konferencji Smoleńskiej z lat 2013 i 2014 zajmującej się analizą katastrofy samolotu Tu-154 w Smoleńsku z 10 kwietnia 2010.
17 listopada 2011 Sejm VII kadencji wybrał go na członka Trybunału Stanu. Rekomendującym klubem parlamentarnym było Prawo i Sprawiedliwość. W październiku 2015 powołany w skład Narodowej Rady Rozwoju powołanej przez prezydenta Andrzeja Dudę. 18 listopada 2015 wybrany przez Sejm VIII kadencji na zastępcę przewodniczącego Trybunału Stanu. Przestał pełnić tę funkcję 10 lutego 2017.
1 grudnia 2015 sejmowa Komisja Sprawiedliwości i Praw Człowieka pozytywnie zaopiniowała jego kandydaturę – wysuniętą przez PiS – na sędziego Trybunału Konstytucyjnego. Następnego dnia Sejm głównie głosami posłów PiS wybrał go na sędziego TK, nie określając w uchwale początku jego kadencji. 3 grudnia 2015 prezydent Andrzej Duda odebrał od niego przyrzeczenie. Wybór Mariusza Muszyńskiego nastąpił, chociaż Sejm na to samo stanowisko wybrał wcześniej Andrzeja Jakubeckiego. Również 3 grudnia 2015 Trybunał Konstytucyjny orzekł, iż podstawa prawna wyboru Andrzeja Jakubeckiego była konstytucyjna, co obligowało prezydenta do odebrania od niego ślubowania.
Do orzekania Mariusz Muszyński został dopuszczony 20 grudnia 2016 przez p.o. prezesa TK Julię Przyłębską (poprzedni prezes Andrzej Rzepliński odmawiał jego dopuszczenia, powołując się na wyrok TK z 3 grudnia 2015), która jeszcze tego samego dnia upoważniła go do zastępowania jej w realizacji wszystkich wynikających z przepisów prawa uprawnień p.o. prezesa TK, a dzień później – do działania w zastępstwie prezesa TK.
W kwietniu 2016 nominowany przez rząd Beaty Szydło w skład tzw. komisji weneckiej. 5 lipca 2017 prezydent Andrzej Duda powołał go na wiceprezesa Trybunału Konstytucyjnego.
Został członkiem Rady Naukowej Instytutu Wymiaru Sprawiedliwości.
W 2018 r. w trakcie kryzysu wokół Sądu Najwyższego w Polsce zgłosił swoją kandydaturę na sędziego Izby Dyscyplinarnej Sądu Najwyższego. Jego zgłoszenie zostało wysłane z Ministerstwa Sprawiedliwości przez Marcina Warchoła. 23 sierpnia 2018 Mariusz Muszyński wycofał swoją kandydaturę.
Wojewódzki Sąd Administracyjny w Warszawie przy rozpatrywaniu sprawy pewnego podmiotu gospodarczego, stwierdził w wyroku z 20 czerwca 2018 (sygn. akt V SA/Wa 459/18), że Mariusz Muszyński jest osobą nieuprawnioną do orzekania w Trybunale Konstytucyjnym, a ta okoliczność może być przesłanką uznania wyroku wydanego z jego udziałem za nieważny z uwagi na nienależną obsadę sądu względnie przesłanką stwierdzenia, że zachodzi sytuacja wyroku nieistniejącego.
22 października 2020 był w składzie orzekającym Trybunału Konstytucyjnego, w którym TK wydał wyrok o niezgodności z Konstytucją Rzeczypospolitej Polskiej wykonywania aborcji z powodu ciężkiego i nieodwracalnego upośledzenia płodu albo nieuleczalnej choroby zagrażającej jego życiu. Wyrok Trybunału został negatywnie oceniony pod względem proceduralnym i merytorycznym przez zespół ekspertów pod przewodnictwem prof. Marka Chmaja i doprowadził do licznych protestów przeciwko zmianie przepisów aborcyjnych na ogólnokrajową skalę.
5 lipca 2023 zakończył kadencję wiceprezesa TK, zaś 3 grudnia 2024 dziewięcioletnią kadencję sędziego.

## Kontrowersje
Według publikacji Wojciecha Czuchnowskiego i Bartosza Wielińskiego powołujących się na anonimowych informatorów, Mariusz Muszyński w 1993 r. został przyjęty do Urzędu Ochrony Państwa (obecnie Agencja Wywiadu), po czym odbył szkolenie w Ośrodku Kształcenia Wywiadu w Starych Kiejkutach, które ukończył w 1994 r. Następnie przez rok pracował w centrali Urzędu Ochrony Państwa w Warszawie, od 1998 r. pracował w ambasadzie w Berlinie, skąd w 2002 r. został usunięty na wniosek strony niemieckiej w ciągu 24 godzin. Po powrocie stracił etat w wywiadzie (wtedy już w Agencji Wywiadu). Komisja kwalifikacyjna wydała wówczas negatywną opinię co do jego dalszej służby.
Po śmierci Władysława Bartoszewskiego stwierdził, że „Bóg zaczyna uśmiechać się do Polaków”.
Legalność jego powołania na stanowisko sędziego i wiceprezesa TK jest kwestią sporną, bowiem w opinii części prawników doszło do niego z naruszeniem prawa. Wojewódzki Sąd Administracyjny w Warszawie stwierdził w 2018, że Mariusz Muszyński nie ma prawa orzekać w Trybunale Konstytucyjnym.
7 maja 2021 Europejski Trybunał Praw Człowieka w Strasburgu w sprawie Xero Flor przeciwko Polsce orzekł, że obecność Mariusza Muszyńskiego w składzie orzekającym Trybunału Konstytucyjnego sprawia, że skład nie jest prawowity i Trybunał w takim składzie nie jest sądem ustanowionym na podstawie prawa. W uzasadnieniu argumentowano, że „Polska dopuściła się naruszenia art. 6 Europejskiej Konwencji Praw Człowieka, który gwarantuje prawo sprawiedliwego procesu przed sądem ustanowionym zgodnie z przepisami” oraz że „działania władz polegające na powołaniu jednego z sędziów zasiadających w składzie oraz zignorowanie wyroków Trybunału Konstytucyjnego w tym zakresie oznaczały, że skład orzekający w tej sprawie nie był sądem ustanowionym ustawą”.

## Wybrane publikacje
W dorobku publikacyjnym M. Muszyńskiego znajdują się m.in.:
- Neutralność Austrii a udział we Wspólnej Polityce Zagranicznej i Bezpieczeństwa UE, Warszawa 1998.
- Karta praw podstawowych z komentarzem (współautor), Bielsko-Biała 2000.
- Traktat o Unii Europejskiej z komentarzem (współautor), Bielsko-Biała 2001.
- Obywatelstwo niemieckie. Wprowadzenie w problematykę, Bielsko-Biała 2002.
- Konwencja wiedeńska o stosunkach konsularnych z komentarzem, Bielsko-Biała 2003.
- Przejęcie majątków niemieckich przez Polskę po II wojnie światowej, Bielsko-Biała 2003.
- Traktat ustanawiający Wspólnotę Europejską z komentarzem (współautor), Bielsko-Biała 2003.
- Sprawozdanie w przedmiocie strat i szkód wojennych w latach 1939–1945 (red.), Warszawa 2007.
- Niemcy o Polsce i Polakach. Polska w mediach niemieckich w latach 2006–2007 (red.), Warszawa 2007.
- Unia Europejska. Historia, architektura, prawo, Bielsko-Biała 2011.
- Państwo w prawie międzynarodowym, Bielsko-Biała 2012.